# Manuel Salgado

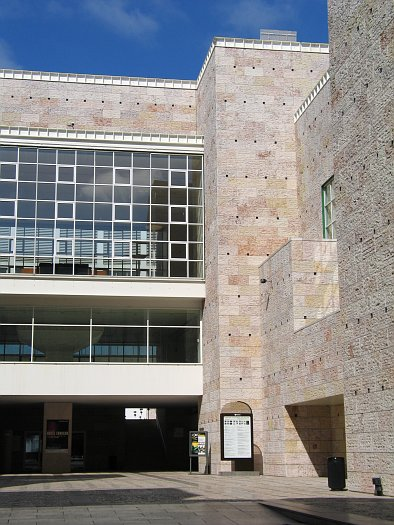
Centro Cultural de Belém

Manuel Sande e Castro Salgado GCM (Lisboa, 6 de julho de 1944) é um arquiteto português. Foi vereador do Urbanismo e Reabilitação Urbana da Câmara Municipal de Lisboa entre 2007 e 2019.

## Biografia
Filho de António Maria Roma Machado Cardoso Salgado, sobrinho-bisneto do 1.° Visconde de Faria e Maia, e de sua mulher Maria Amália Inês do Carmo Pais de Sande e Castro, trineta do Representante do Título de Marquês de Sabugosa e 7.° Conde de Sabugosa, 9.° Conde de São Lourenço e 9.° Alferes Mor do Reino de Portugal, e do 1.° Conde da Figueira e bisneta do 1.° Conde de Burnay, é primo-irmão de Ricardo Salgado.
Licenciou-se em Arquitetura pela Escola Superior de Belas Artes de Lisboa em 1968. Foi discípulo de Frederico George. Entre 1972 e 1983, foi diretor do Departamento de Urbanismo e diretor técnico de uma empresa pública de projetos, em Lisboa. É professor catedrático convidado de Projeto do curso de Arquitetura do Instituto Superior Técnico desde 2002.
Dirigiu o gabinete de projetos Risco – Projetistas e Consultores de Design, SA (1984-2007), onde desenvolveu numerosos projetos de arquitetura e urbanismo, entre os quais o do Centro Cultural de Belém (em associação com Vittorio Gregotti), dos espaços públicos da Expo'98, do Estádio do Dragão (para o FC Porto), ou o Projeto Urbano de Romanina e o Plano de Pormenor de Bastia (Itália e Córsega).
A 9 de julho de 1999, foi agraciado com o grau de Grã-Cruz da Ordem do Mérito.
Foi Vereador (anteriormente Vice-Presidente e número dois de António Costa, do Partido Socialista) eleito nas eleições intercalares de 2007 para a Câmara Municipal de Lisboa, ocupando os pelouros do Urbanismo, Planeamento Estratégico, Património e Obras Municipais. Foi eleito vereador com o mesmo pelouro em 2009, 2013 e 2017 - já na presidência de Fernando Medina - até renunciar ao mandato em outubro de 2019. Entretanto, por deliberação da Câmara Municipal de Lisboa em junho de 2018, foi indicado para o cargo de presidente da SRU Ocidental, uma empresa pública municipal com a responsabilidade das obras municipais.
Em fevereiro de 2021, foi anunciada a carta, datada de 12 de janeiro de 2021, em que pediu a demissão da liderança da Sociedade de Reabilitação Urbana Lisboa Ocidental (SRU), após ter sido constituído arguido num inquérito judicial relacionado com a aprovação do Hospital CUF Tejo em Alcântara, processo que foi arquivado pelo Ministério Público em 2023. Manteve-se, no entanto, como conselheiro informal do presidente da Câmara Municipal de Lisboa, Fernando Medina.
No âmbito de oito inquéritos dirigidos pelo DIAP, a PJ, através da Unidade Nacional de Combate à Corrupção, com o apoio da Unidade de Perícia Tecnológica e Informática, juntamente com Magistrados do Ministério Público, em 20 de abril de 2021, procedeu à execução de vinte e oito mandados de busca visando a recolha de documentação relacionada com suspeitas de práticas criminosas suas e de seu filho. Estão em causa suspeitas da prática de crimes de abuso de poder, participação económica em negócio, corrupção, prevaricação, violação de regras urbanísticas e tráfico de influências.

## Alguns projetos e obras[2]
- Centro Cultural de Belém (com Vittorio Gregotti).
- Escola Superior de Teatro e Cinema, Amadora.
- Projeto dos Espaços Públicos da Expo'98.
- Escola Profissional de Setúbal
- Hotel Vila Galé Ópera, em Lisboa.
- Infraestruturas e Espaços Públicos do Recinto da Feira de S. Mateus e Calçada do Viriato, Viseu.
- Infraestruturas e Espaços Públicos da Área Central do Cacém (ao abrigo do programa Polis).
- Projeto Urbano das Antas; Estação de Metro das Antas; Estádio do Dragão, Porto.
- Complexo Integrado de Saúde da Luz, Lisboa.
- Terminal Marítimo de Ponta Delgada, Açores.
- Porto da Horta, Faial, Açores.
- Pavilhão Multiusos, Madeira.
- Projeto Urbano de Romanina, Itália; Plano de Pormenor de Bastia, Córsega.
- Hotel Altis, Belém, Lisboa.
- Projeto de Reconversão da Marginal Poente do Porto do Funchal, Madeira.

### Centro Cultural de Belém

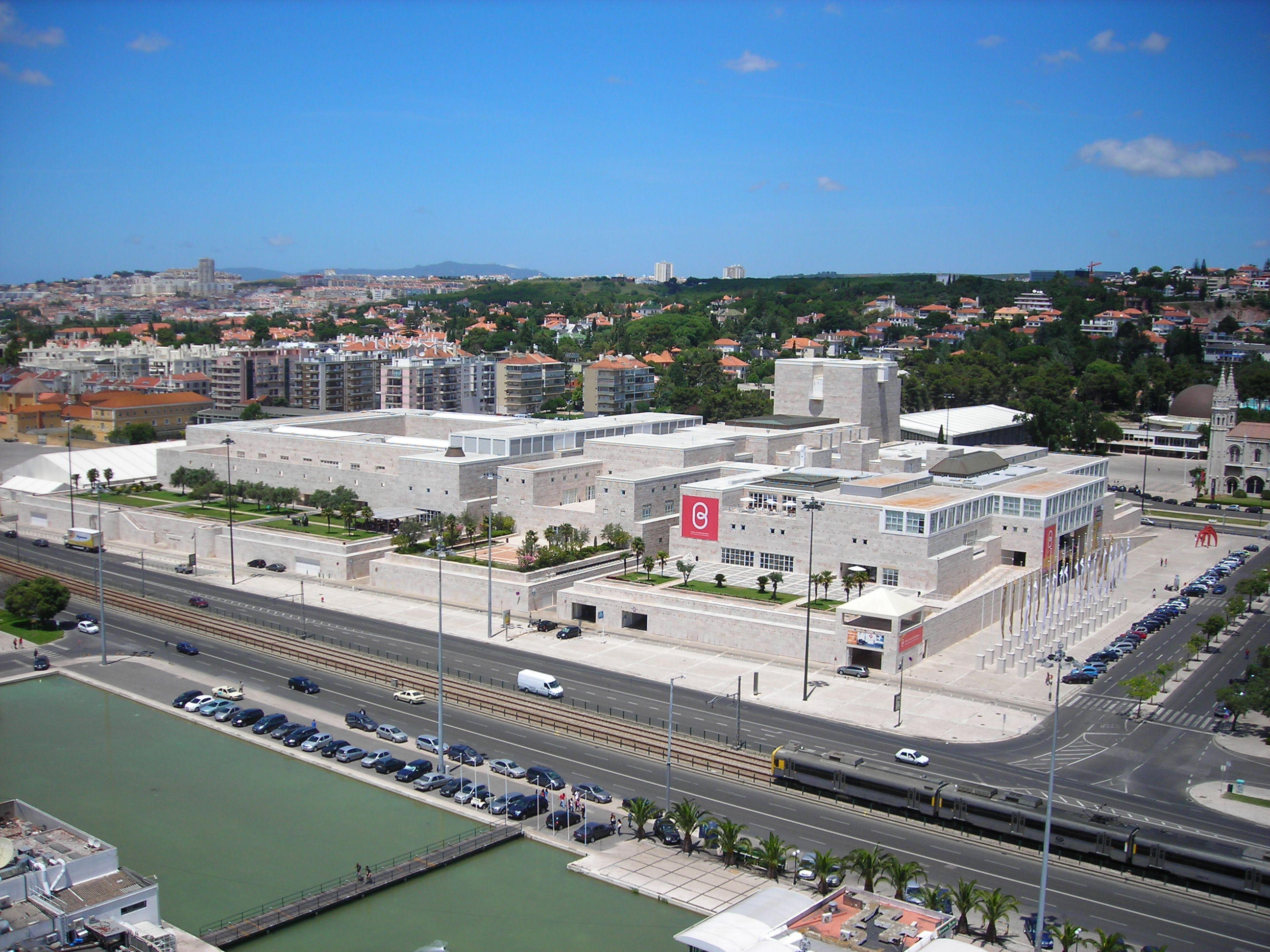
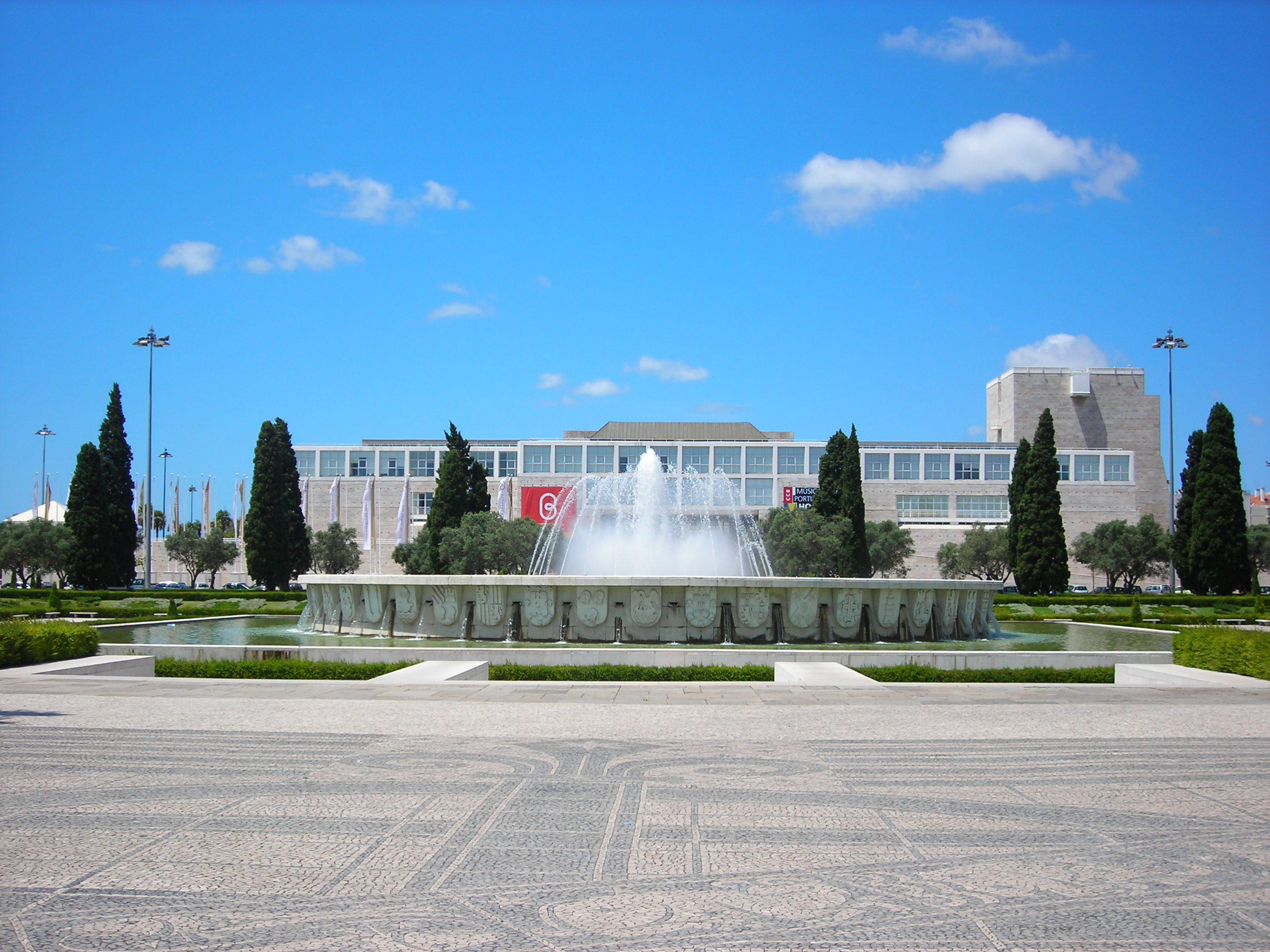
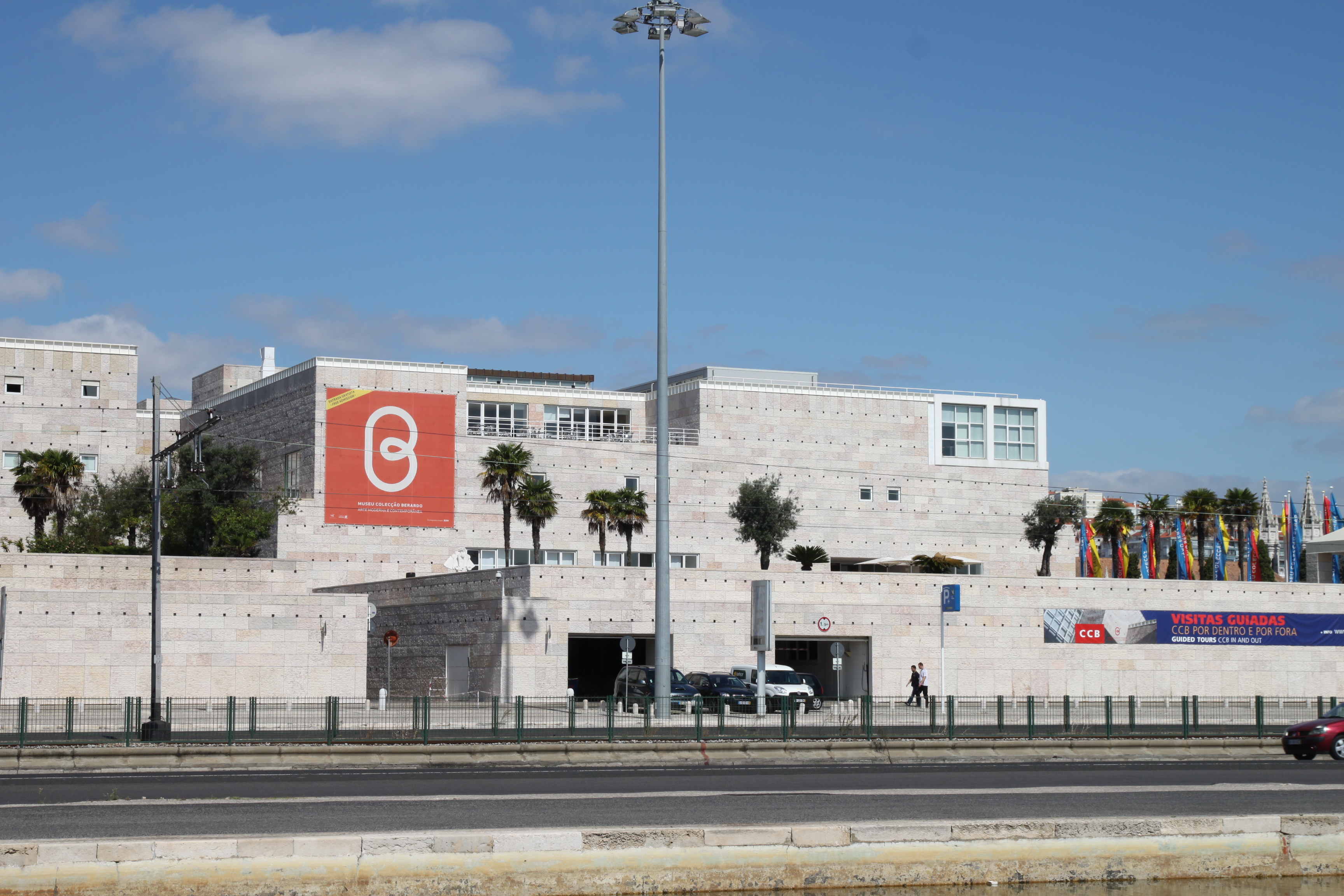
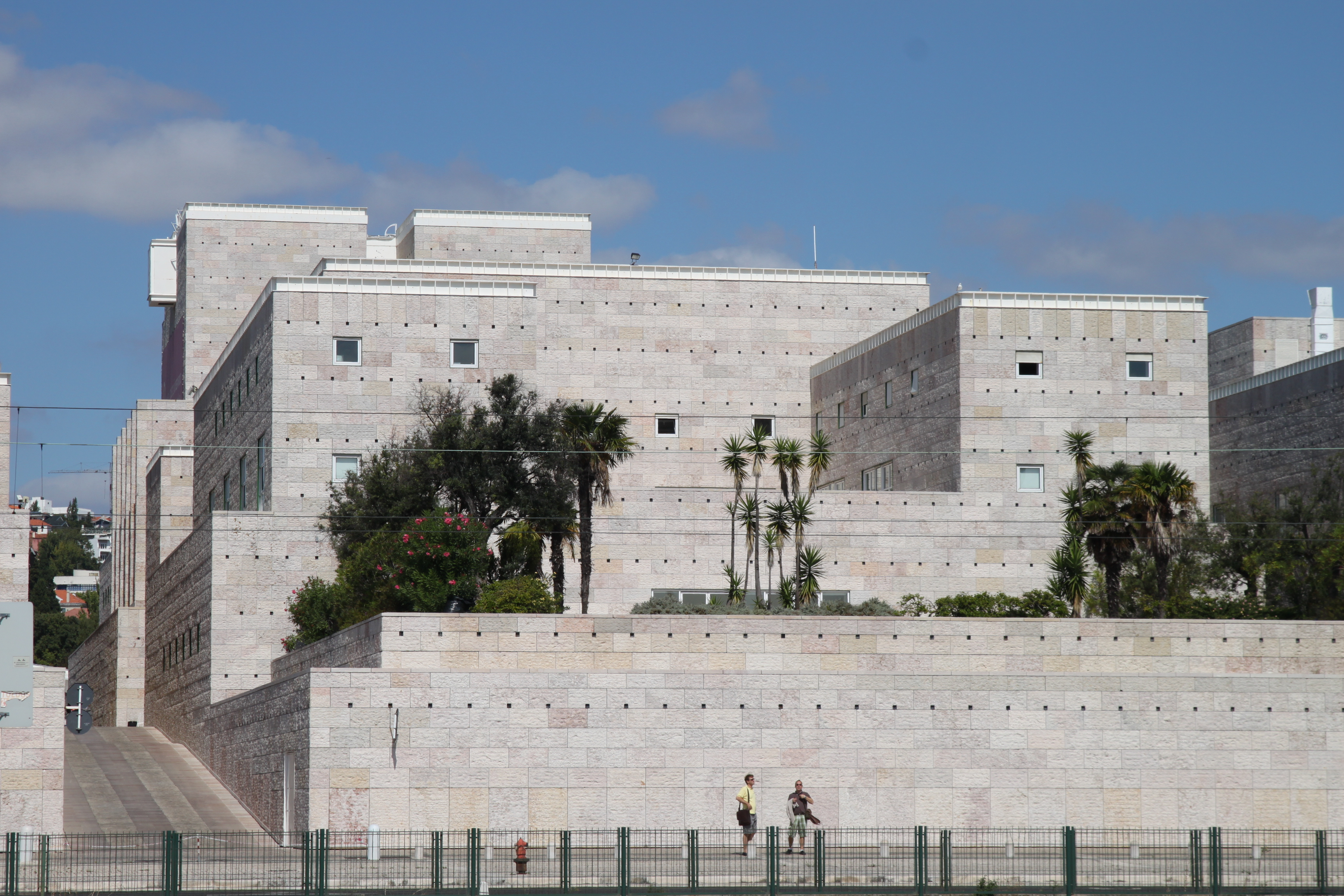
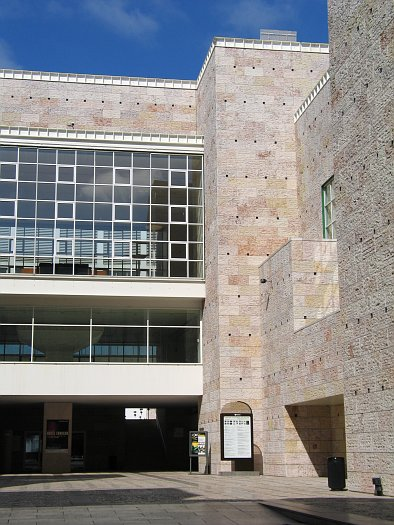
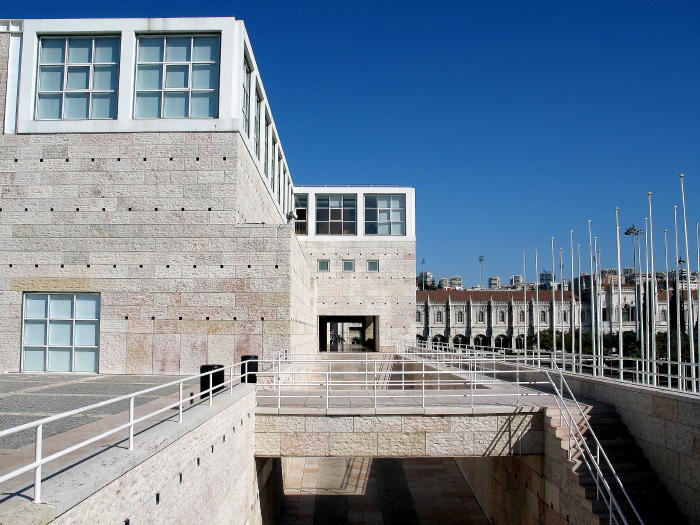
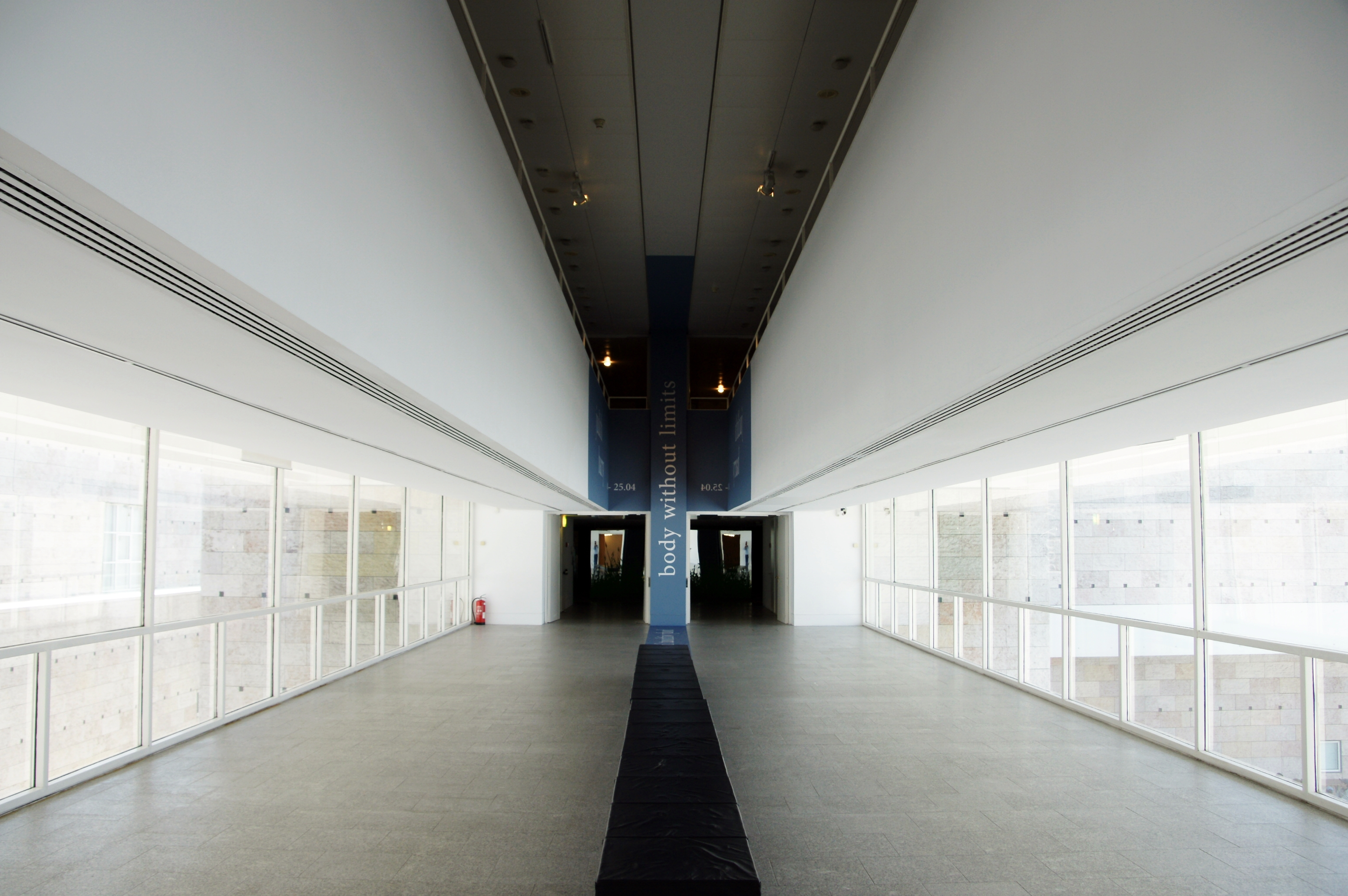

### Estádio do Dragão

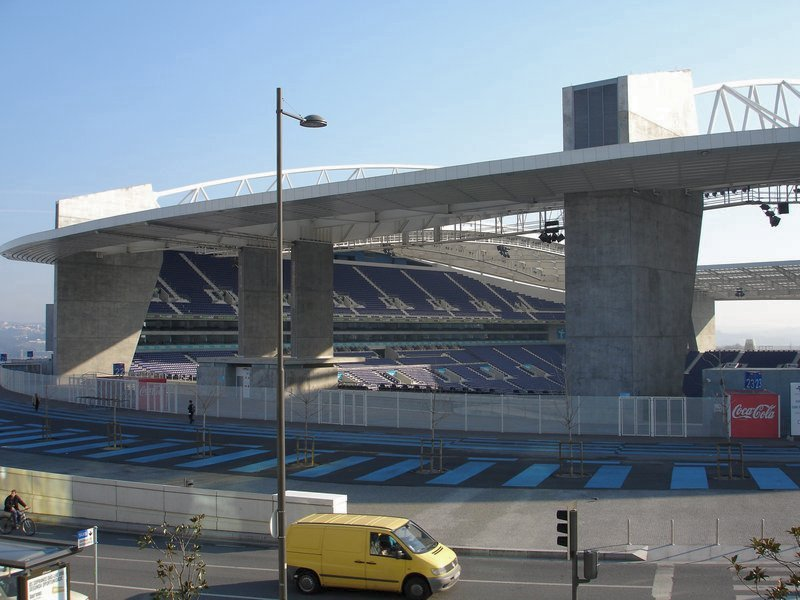
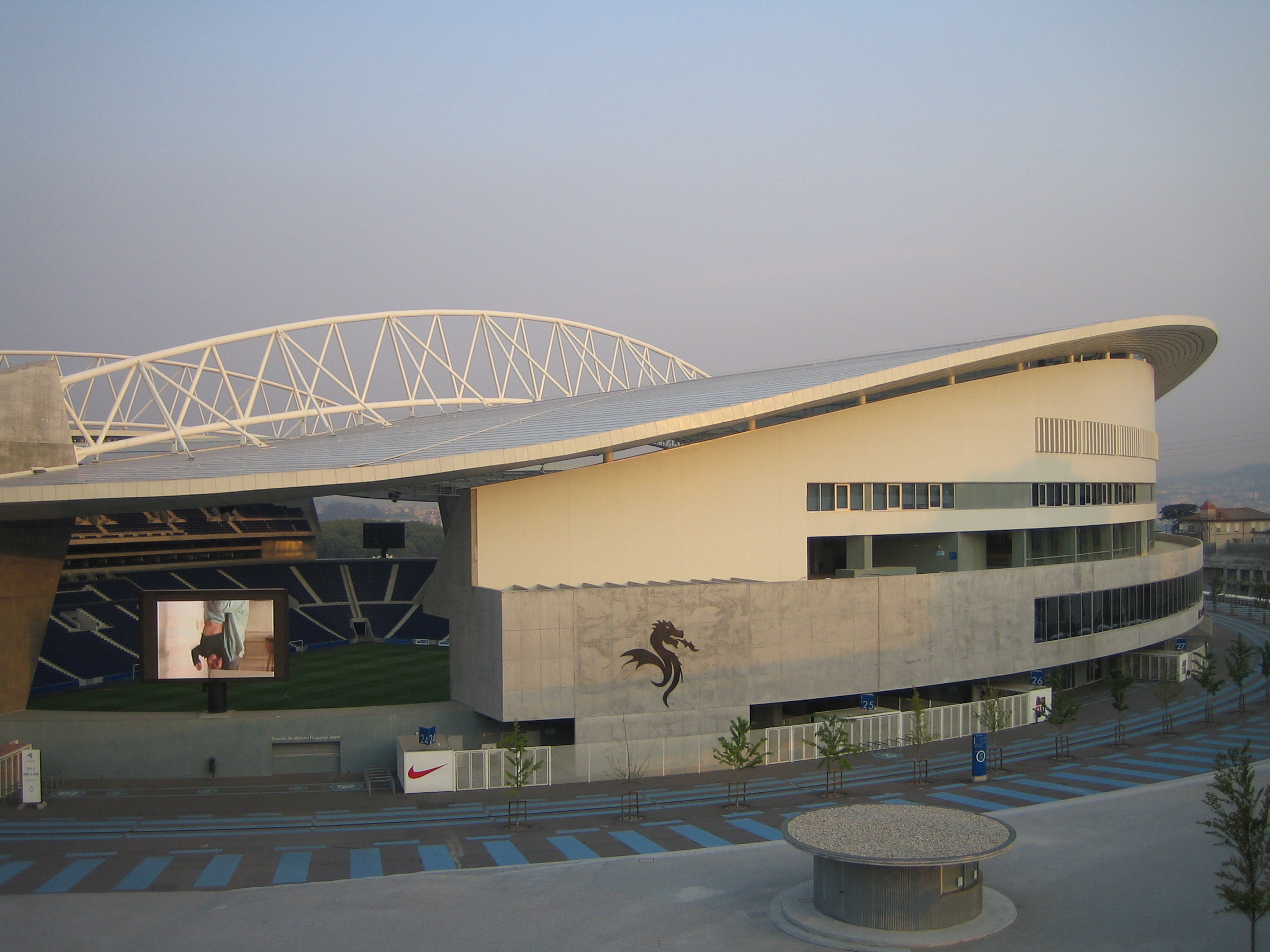
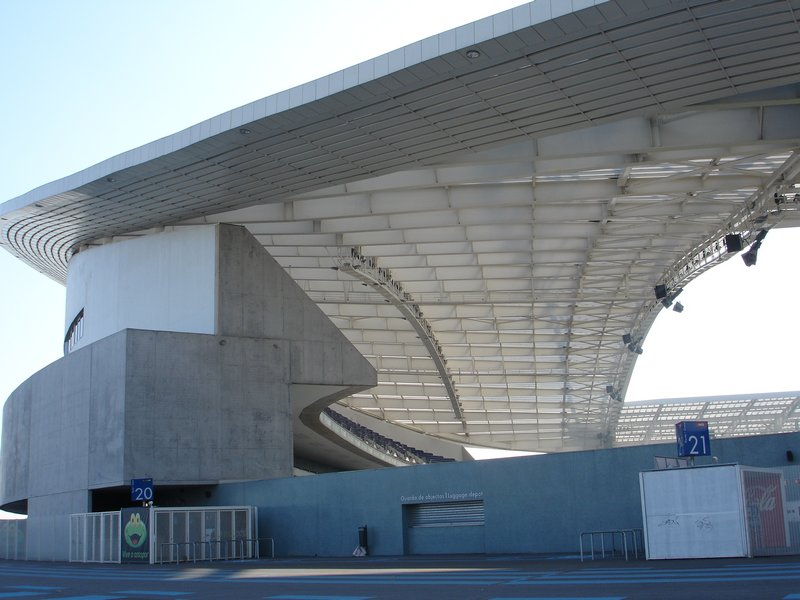
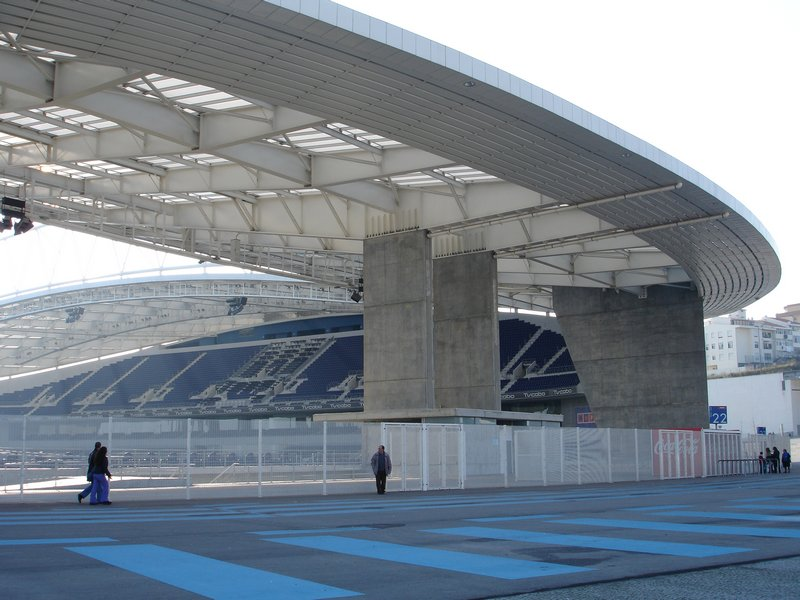

### Complexo Integrado de Saúde da Luz / Hospital da Luz

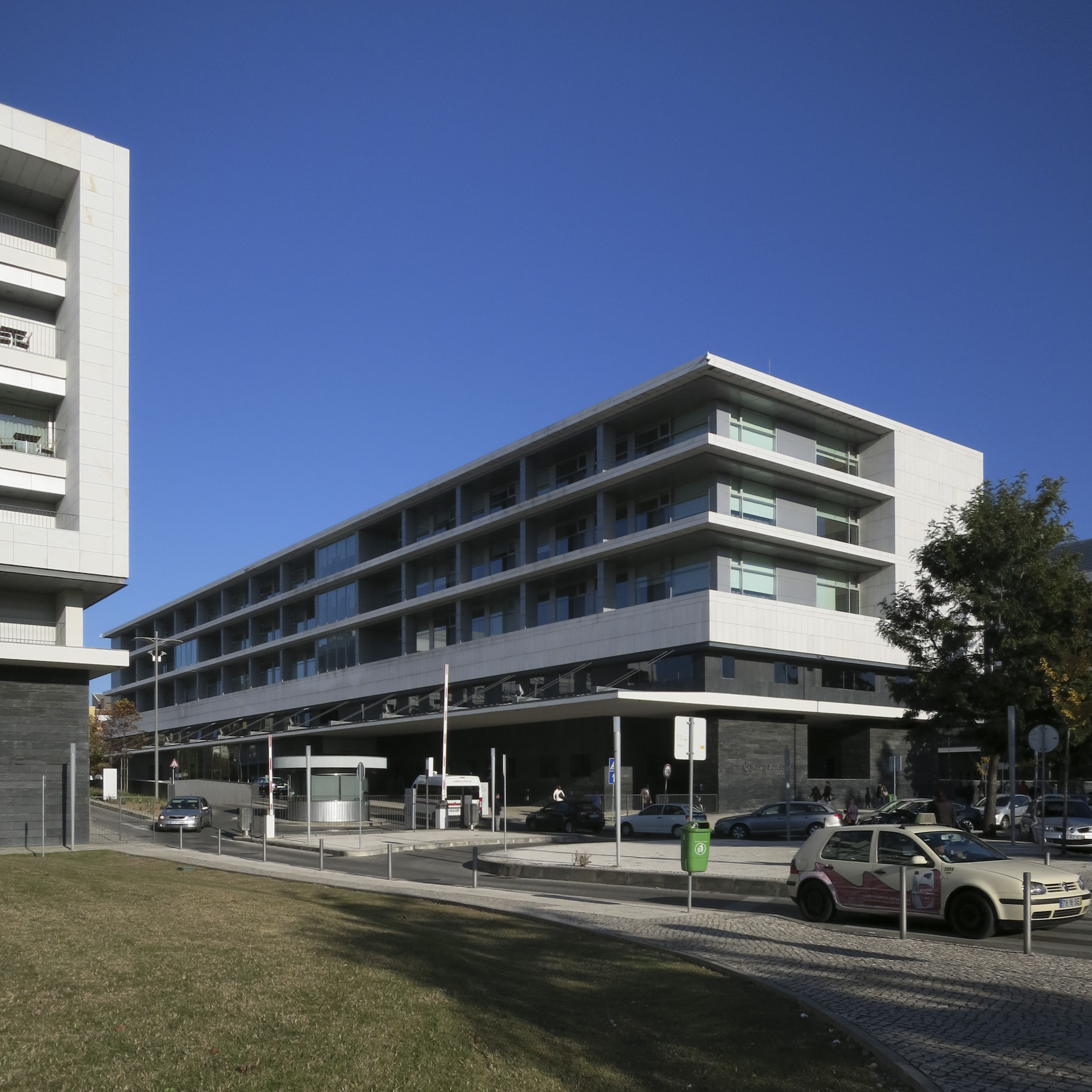
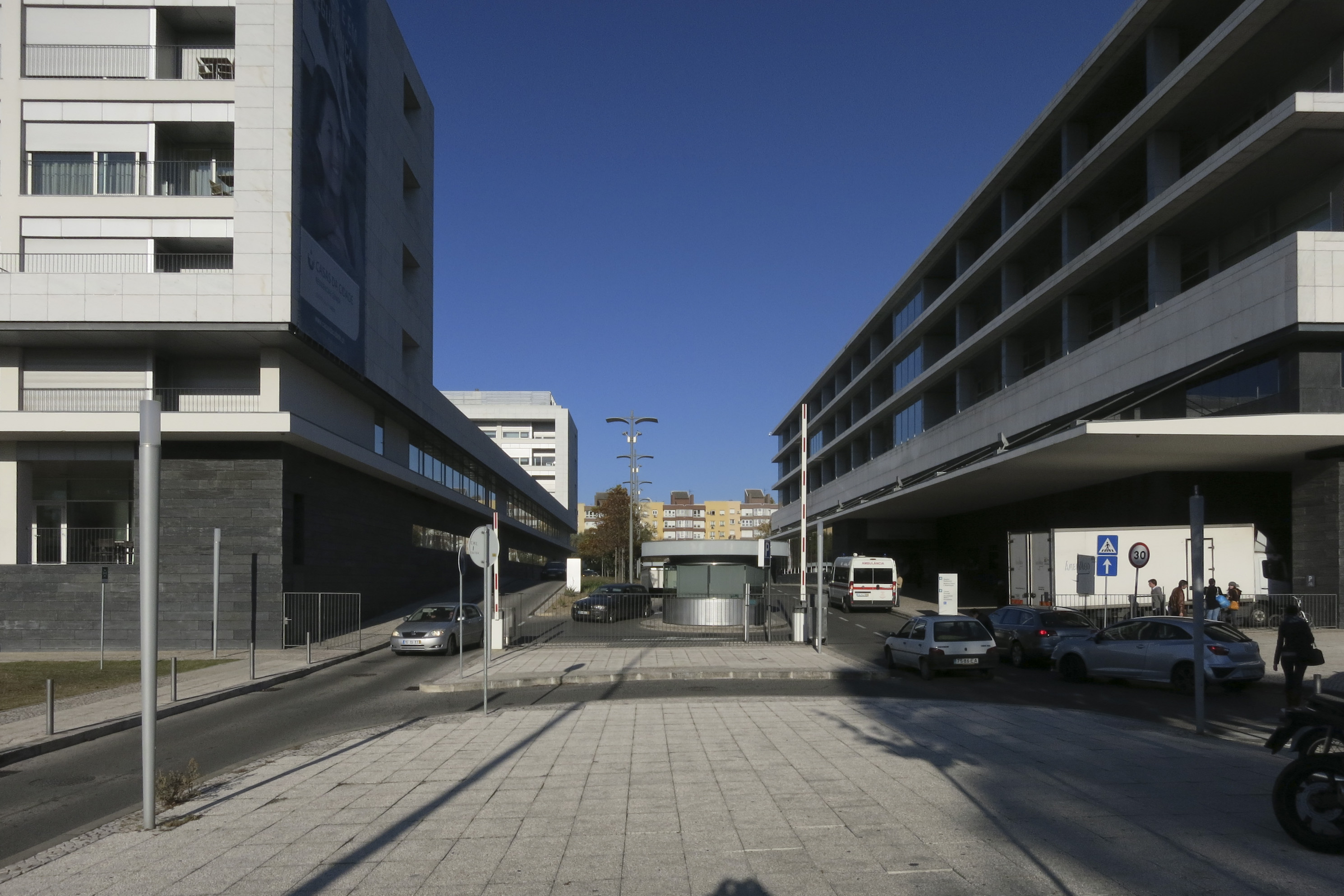
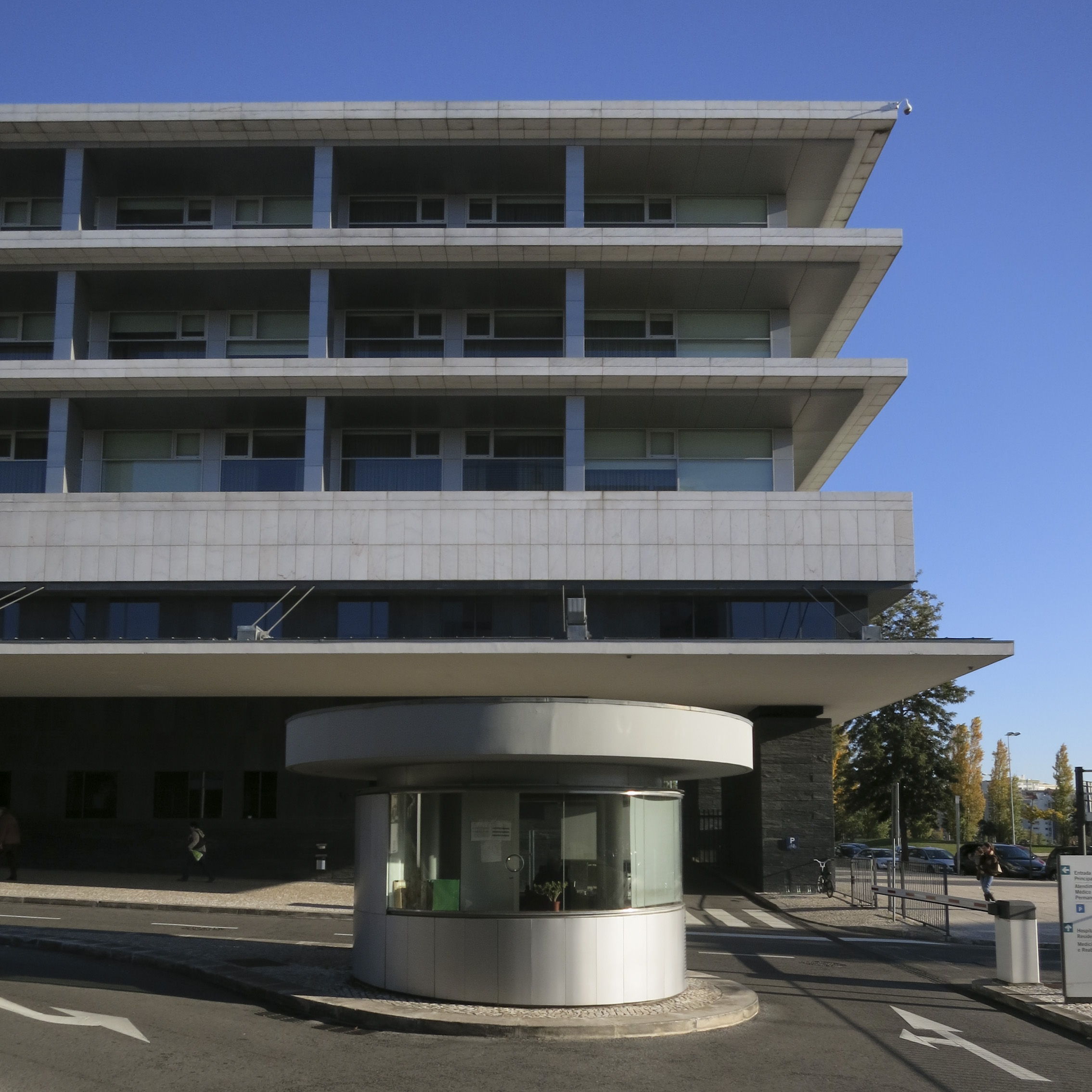
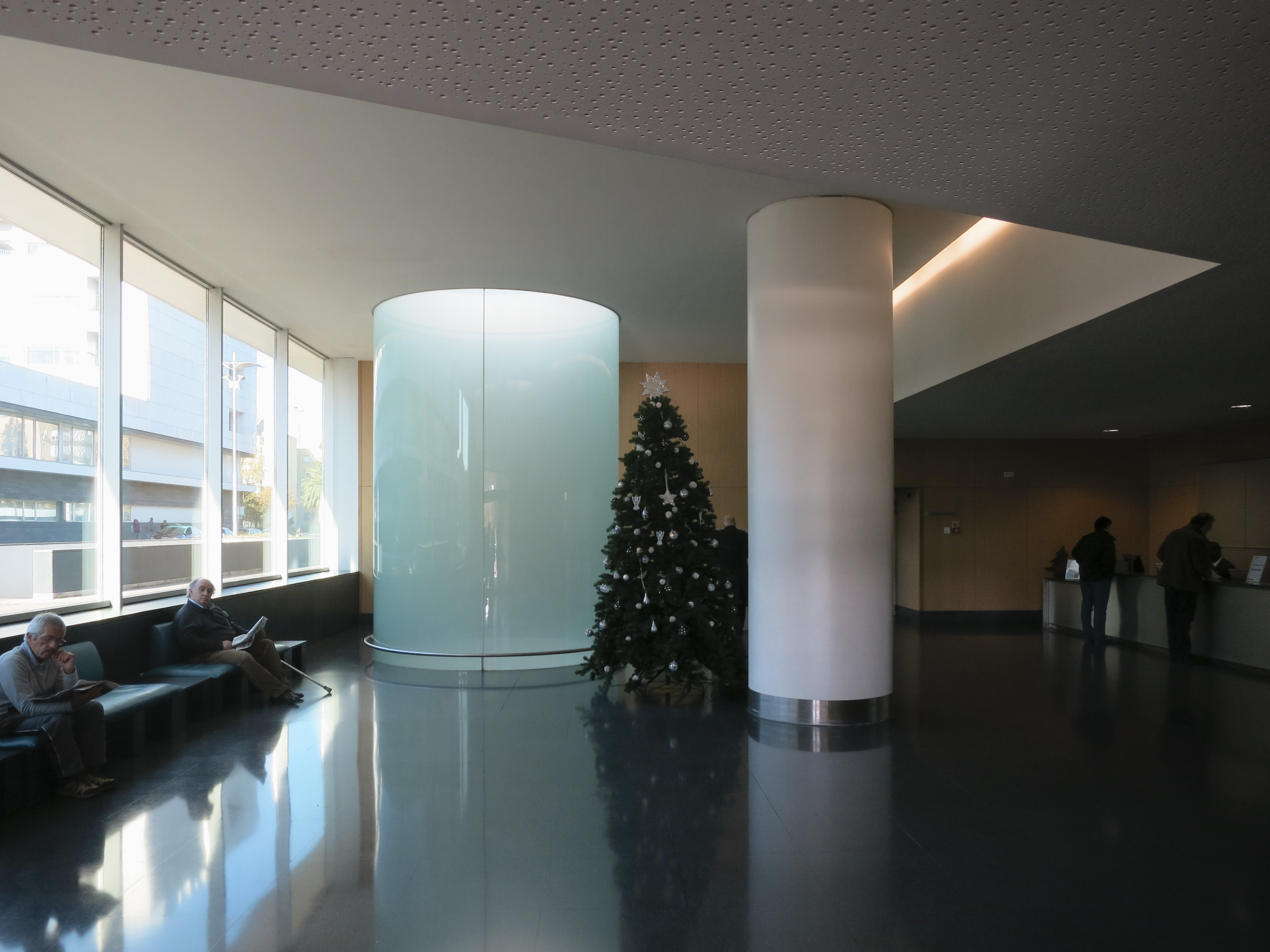

### Hotel Altis, Belém

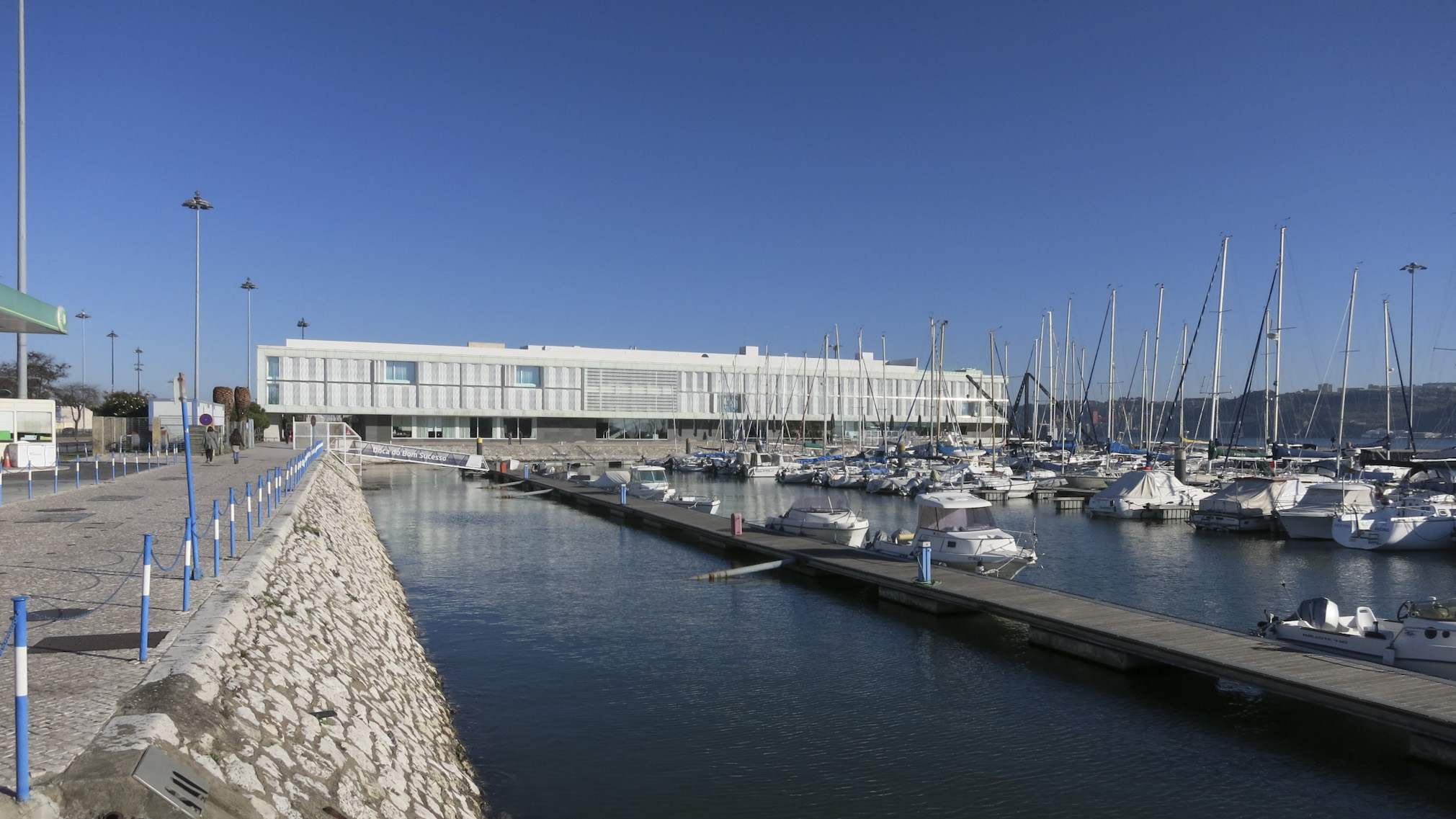
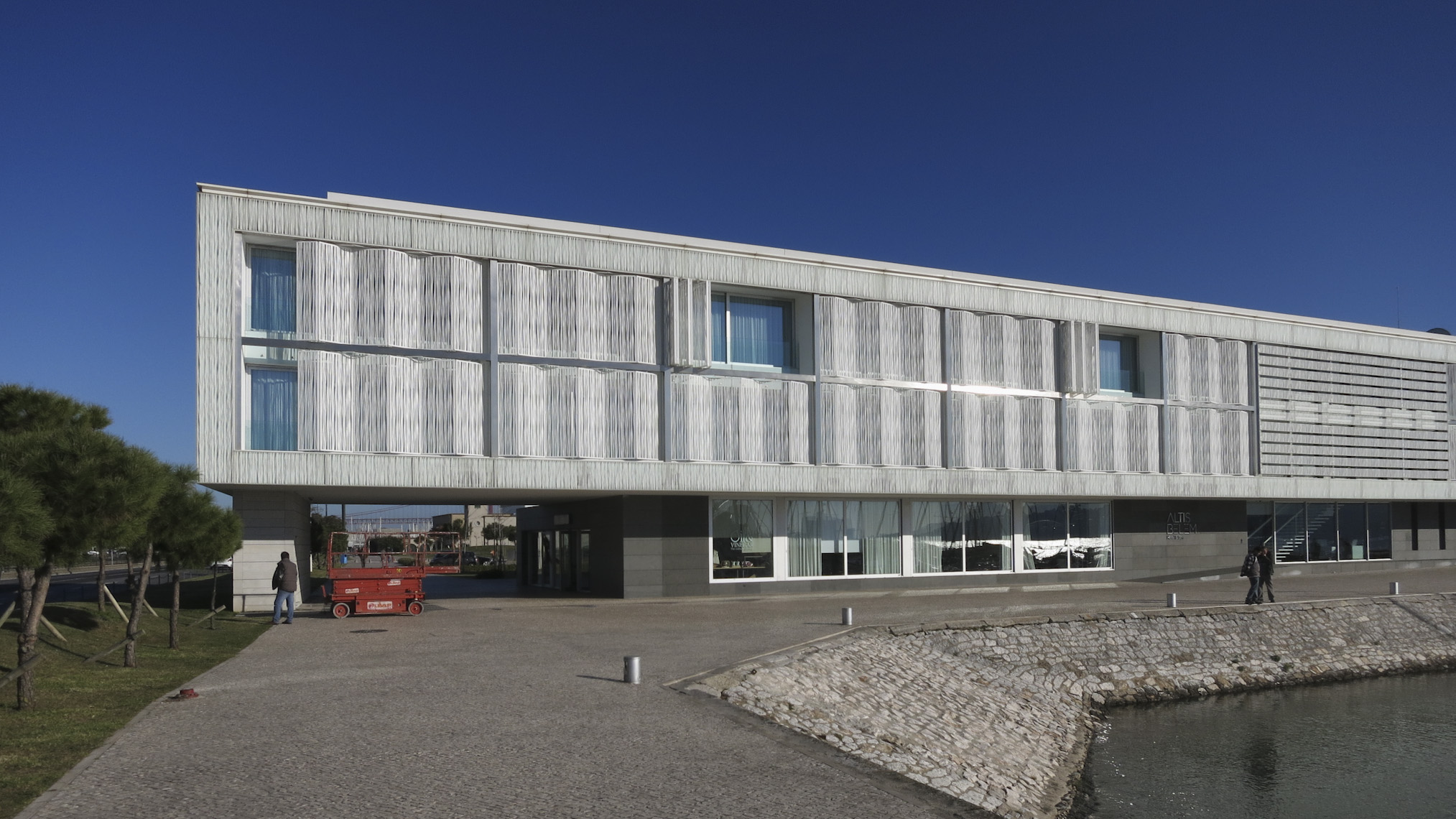
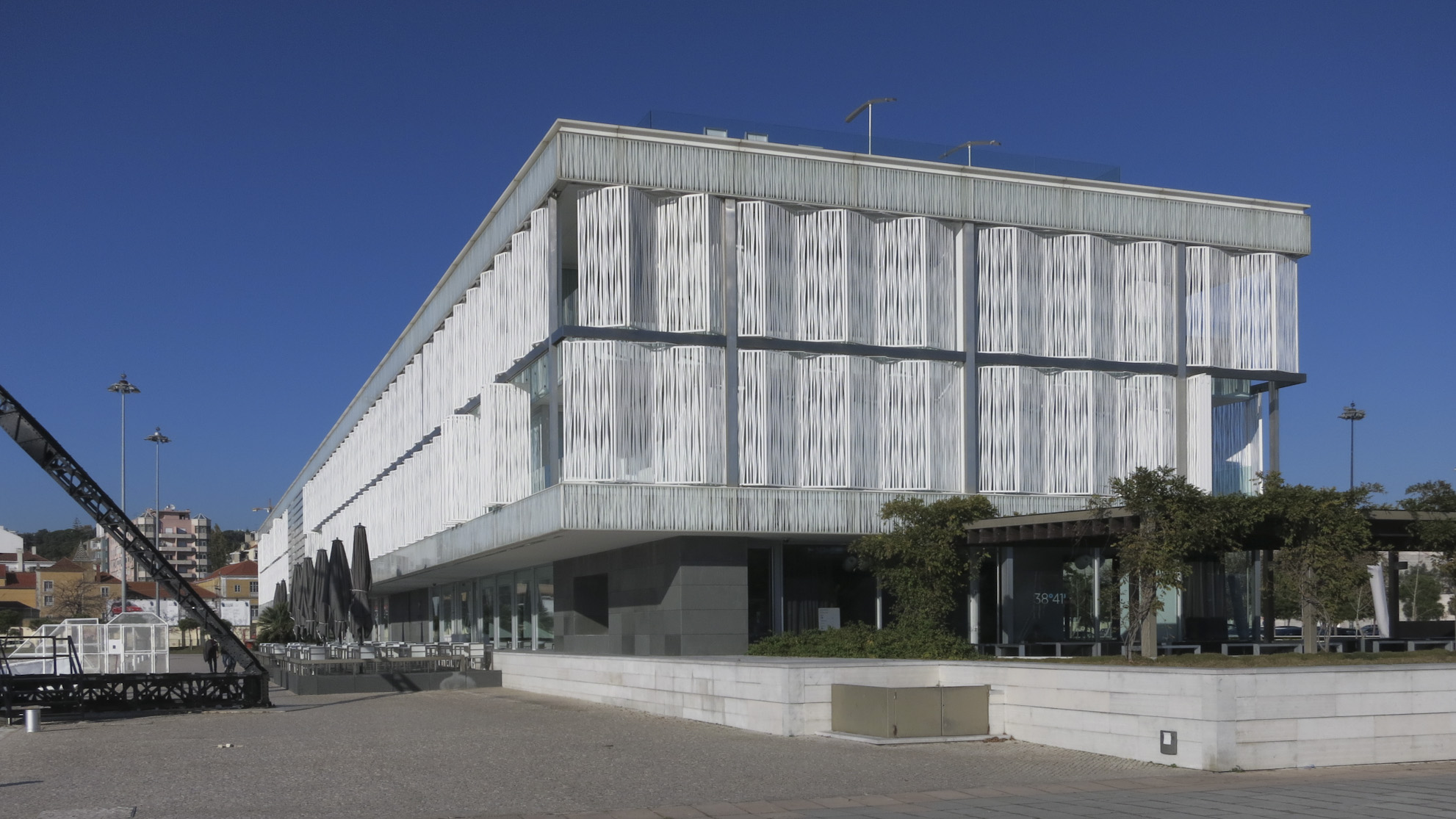
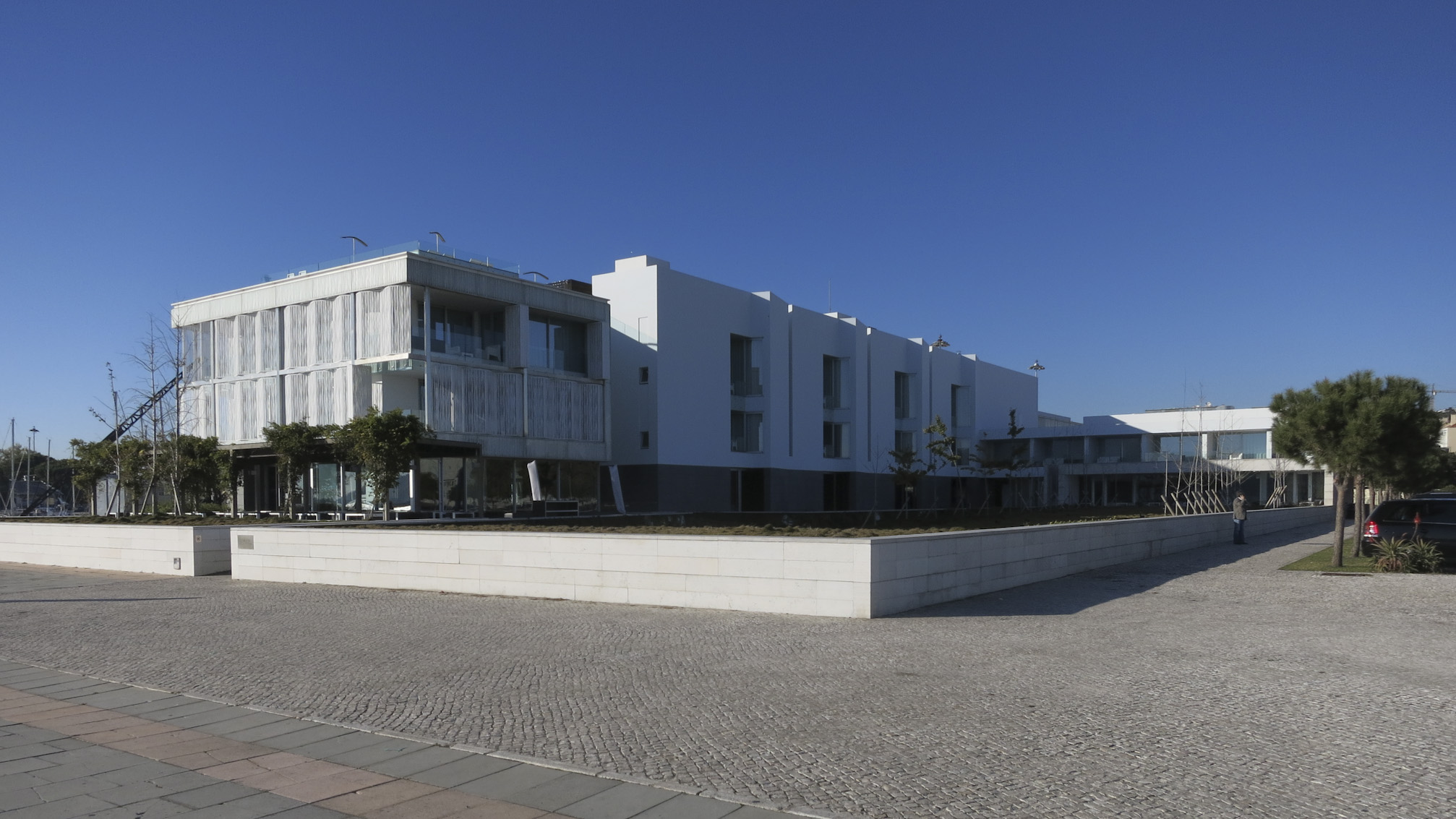
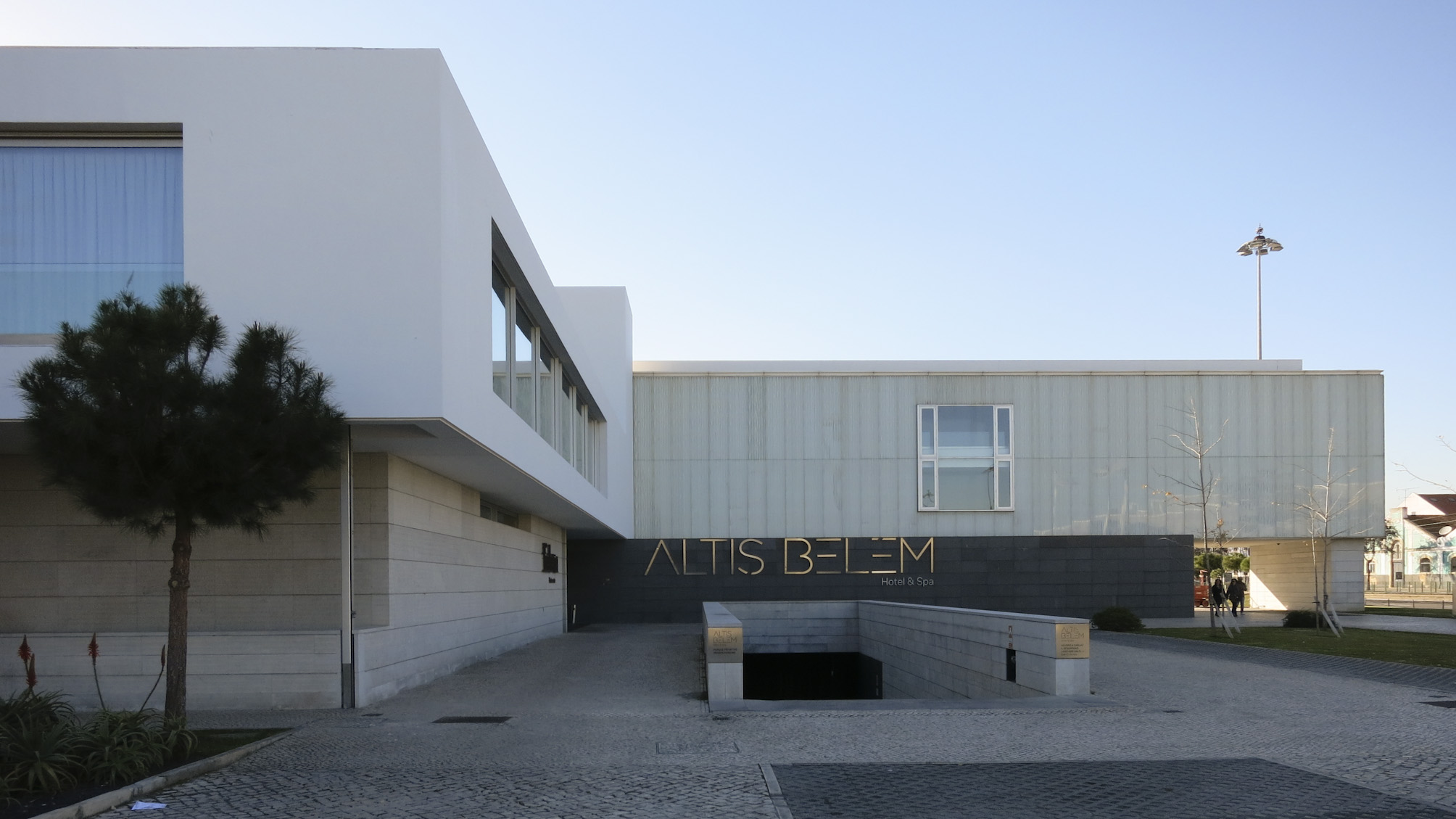
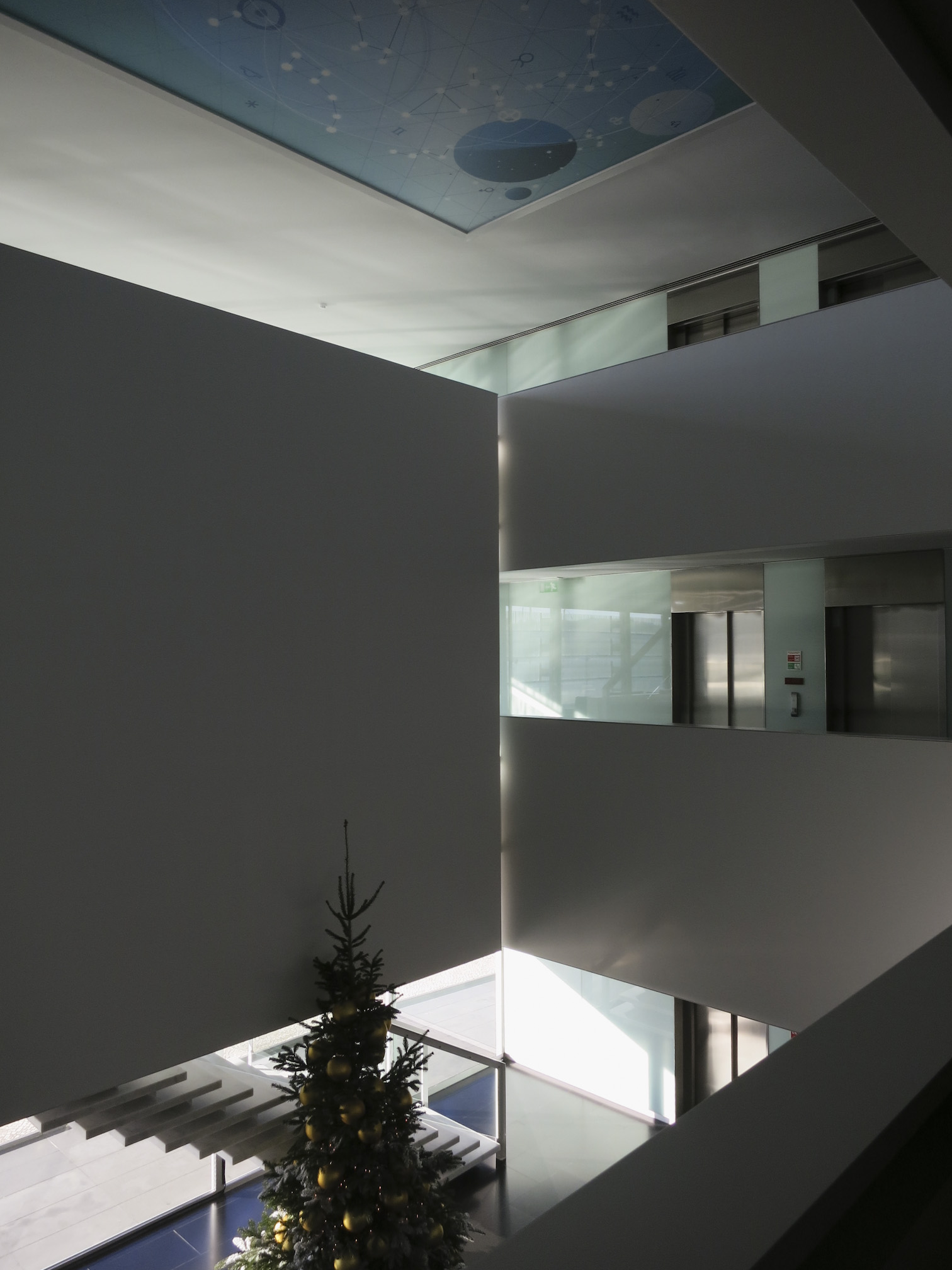

## Prémios
Recebeu diversos prémios por projetos de arquitetura e de espaço público:
- Prémio Valmor pelo Edifício no cruzamento da Rua Castilho N.ºs 223 a 233 com a Rua D. Francisco Manuel de Melo N.ºs 2 a 8 (projeto conjunto com Sérgio Coelho e Penha e Costa, em 1980
- Primeiro Prémio no Concurso da Frente Ribeirinha de Lisboa (troço Belém/Santos), 1989
- Prémios dos Cadernos Municipais, pelos Planos de Évora e Moita
- Prémio Internacional de Arquitetura em Pedra pelo Centro Cultural de Belém, em parceria com Vittorio Gregotti, 1993
- Espaços Públicos da Expo'98 - Lisboa
- Prémio da Associação Internacional de Críticos de Arte, 1998
- Prémio do Instituto Português de Design, 1999
- Prémio de Arquitetura em Tijolo de Face à Vista da Cerâmica Vale do Gândara, pelo Hotel Vila Galé Ópera, 2003

## Polémicas
Foi responsável por propor a 29 de novembro de 2012 à Autarquia a extinção, aprovada a 5 de dezembro seguinte, da EPUL e a internalização da sua atividade nos serviços camarários.
Enquanto cidadão, defendeu a extinção da Estação Ferroviária de Lisboa-Santa Apolónia, uma das principais e mais movimentadas da capital, para, em vez dela, dar lugar a um jardim.
Em 2021, foi constituído arguido no âmbito de uma investigação sobre o impacto na paisagem do Hospital CUF Tejo, aprovado enquanto era vereador do Urbanismo e Reabilitação Urbana na Câmara Municipal de Lisboa.